# Patricia Aceves Pastrana
Patricia Elena Aceves Pastrana (Minatitlán, Veracruz; 9 de abril de 1948) es una académica y política mexicana miembro fundadora del Morena. Ha sido diputada federal al Congreso de la Unión por el distrito 5 de la Ciudad de México de 2015 a 2018 y alcaldesa de Tlalpan de 2018 a 2021. Fue rectora de la Universidad Autónoma Metropolitana y profesora de esta casa de estudios, así como de la Facultad de Filosofía y Letras de la UNAM.

## Biografía

### Vida académica
Estudió la Licenciatura de Químico Farmacéutico Biólogo (1965-1969) para después cursar la maestría en Historia de México y finalmente doctorarse en Química Orgánica por la Universidad Claude Bernard de Lyon, Francia. En el 2000 recibió el doctorado Honoris Causa por la Universidad Complutense de Madrid. En la actualidad pertenece al Sistema Nacional de Investigadores.

## Trayectoria política
Su carrera política empezó en el año 2012 dentro del Morena, liderado entonces por Andrés Manuel López Obrador. 

### Diputada federal (2015-2018)
En 2015, fue postulada por Morena como candidata a diputada federal por el distrito 5 del distrito federal, logrando ganar la elección y siendo electa para el periodo 2015 a 2018. 

### Alcaldesa de Tlalpan (2018-2021)
En 2018, Morena la nominó como su candidata a la alcaldía de Tlalpan por la coalición Juntos Haremos Historia. En las elecciones generales, Aceves logró el 52.58 % de los votos, casi veinticinco puntos de diferencia sobre la candidatura de Alfa González Magallanes del Partido de la Revolución Democrática, quien obtuvo el 27.97 % de los votos. 
Tomó posesión como alcaldesa de Tlalpan el 1 de octubre de 2018 y, en 2021, Aceves descartó presentarse a la reelección, por lo que concluyó su mandato constitucional el 30 de septiembre de 2021.

## Publicaciones académicas
| Química, Botánica y Farmacia en la Nueva España                                        | Editorial | 1993 |
| Between the Natural and the Artificial: Dyestuffs and Medicines                        | Editorial | 2000 |
| Las ciencias químicas y biológicas a través de sus fuentes históricas                  | Editorial | 2004 |
| Leopoldo Río de la Loza y su tiempo, construyendo la ciencia nacional                  | Editorial | 2011 |
| Proyectos, realidades y utopías: la transformación de la farmacia en México, 1919-1940 | Editorial | 2014 |